# Elena Alanka
Elena Alanka d'Ossezia (in russo Елена Аланская?; Cracovia, 1100 – Kiev, 1150) è stata una nobildonna russa.

## Biografia
Nel 1116 Elena sposò Jaropolk II di Kiev da cui ebbe, nel 1125, un figlio di nome Vasilko Jaropolkovič (1125-1182) Principe di Shumsk che, nel 1172, sposò Salyusha Piast, figlia di Boleslao IV di Polonia e Viacheslava di Novgorod. Morì nel 1150.